# Wang Tching-siang
Wang Tching-siang (čínsky pchin-jinem Wáng Tíngxiàng, znaky 王廷相, 1474–1544) byl čínský konfuciánský filozof a spisovatel působící v říši Ming.

## Jména
Wang Tching-siang používal zdvořilostní jméno C’-cheng (čínsky pchin-jinem Zǐhéng, znaky 子衡) a Ping-cheng (čínsky pchin-jinem Bǐnghéng, znaky 秉衡) a literární pseudonym Ťün-čchuan (čínsky pchin-jinem Jùnchuān, znaky 浚川). Za své zásluhy obdržel posmrtné jméno Su-min (čínsky pchin-jinem Sùmǐn, znaky zjednodušené 肃敏, tradiční 肅敏)

## Život a dílo
Wang Tching-siang pocházel z I-fengu (儀封) v provincii Che-nan v severní Číně (dnešní okres Lan-kchao v městské prefektuře Kchaj-feng). Jeho rodina nepatřila k vyšším vrstvám místní společnosti, otec Wang Tching-sianga pocházel z provincie Šen-si a do Che-nanu byl poslán za trest na vojenskou službu, v I-fengu však získal pozemky osvobozené od daně a zbohatl. Tching-siang v mládí studoval konfucianismus, přihlásil se k úřednickým zkouškám, roku 1495 složil provinční zkoušky a (po neúspěšném pokusu roku 1496) roku 1502 uspěl i v metropolitních a palácových zkouškách, a získal titul ťin-š’. Poté nastoupil úřední kariéru.
Zprvu pracoval v akademii Chan-lin, roku 1504 se stal tajemníkem úřadu dohledu nad ministerstvem vojenství. V Pekingu se začlenil do literárních kruhů kolem Li Meng-janga, s nímž, Che Ťing-mingem, a dalšími je počítán mezi takzvaných sedm dřívějších mingských mistrů. Jeho generace se snažila povznést úroveň básnictví, přičemž se inspirovali u klasiků minulosti, naopak tvorbu starších současníků (a svých nadřízených), v čele s velkým sekretářem Li Tung-jangem, kritizovali jako slabou a bezvýraznou. Wang Tching-siang nicméně zůstal s pozdějšími velkými sekretáři v dobrých vztazích, vysoce hodnotil např. literární styl Sia Jena. Kromě literatury psal i o filozofii, obřadech, hudbě.
V Pekingu zůstal do roku 1508, kdy se dostal do konfliktu s frakcí kolem eunucha Liou Ťina a o úřad přišel. Po pádu Liou Ťina se do služby vrátil a zastával různé funkce v provinciích. V polovině 20. let se postavil na stranu císaře Ťia-ťinga ve velkém sporu o obřady. Panovník jeho oddanou loajalitu ve 30. letech ocenil vysokými místy ve vládě, včetně náměstka ministra vojenství, nankingského ministra vojenství a vedoucího kontrolního úřadu,
Císařskou přízeň ztratil roku 1541. Totiž po požáru chrámu císařských předků, chápaném jako výstraha Nebes, začalo hledání, co kdo udělal špatně. Wang Tching-siang byl pokárán, že jako vedoucí kontrolního úřadu nehlásil provinění jednoho z úředníků. Vzápětí byl vévoda Kuo Sün (1475–1542) obžalován z neuctivého chování k panovníkovi a Wang Tching-siang jako jeho spojenec zbaven funkcí a poslán domů jako prostý poddaný. Zemřel o tři roky později. Po smrti Ťia-ťinga byl jeho trest, v rámci všeobecné rehabilitace úředníků postižených za panování zemřelého císaře, zrušen a v uznání zásluh o stát dokonce obdržel posmrtné jméno Su-min („Uctivý a svědomitý“).
Jako filozof odmítal Wang Jang-mingovo učení, stavěl se však i proti Ču Siho ortodoxii. Nesouhlasil s prioritou principu li; při hledání zdroje jednoty všech věcí se obrátil k energii čchi, čímž volně navázal na tradici myšlení sungského Čang Caje a mingského Süe Süana. Učil, že z prvotního čchi (jüan čchi) se zrodil vesmír a vše v něm, v kontrastu k Ču Siho pojetí, podle něhož je prvotní princip li a čchi je pouze hmotnou manifestací li.
Wang Tching-siangovy názory rozvíjel jeho současník Luo Čchin-šun. Oba se snažili vybudovat filozofii méně moralizující a více empirickou, což byl směr, který v čínském konfuciánství převládl o století později v raně čchingském období.
Největším Wangovým spisem je Šen-jen (慎言, Dobře zvážená slova), drobné práce včetně korespondence a odpovědí přátel jsou shrnuté ve Wang Tching-siang ťi (王廷相集, Sebrané spisy Wang Tching-sianga, Peking: Chuang-chua, 1989)